# Miguel Otero Lathrop
Jorge Miguel Otero Lathrop (Santiago, 9 de julio de 1930-Santiago, 1 de marzo de 2025) fue un abogado, académico, empresario, consultor y político chileno, miembro del Partido Liberal, Partido Nacional y Renovación Nacional (RN), del cual fue su vicepresidente (1988-1992).
En la década de 1990 se desempeñó como parlamentario por espacio de siete años. Durante el primer gobierno de Sebastián Piñera, ocupó el cargo de embajador de su país en Argentina en 2010.

## Primeros años
Nació del matrimonio conformado por el abogado José Antonio Otero Bañados y María Lathrop Zavala. Realizó sus estudios en el Saint George's College de la capital chilena y en la Escuela Militar del Libertador Bernardo O'Higgins, entidad en la que en 1947 alcanzó el grado de oficial de Infantería. 
Estudió la carrera de derecho en la Universidad de Chile de Santiago, donde se tituló en el año 1955, tras abandonar definitivamente la carrera militar. Su tesis se tituló De los Tribunales, del Ministerio Público y de la Defensoría General de Carabineros.
En 1956 viajó a los Estados Unidos para estudiar, becado por el Law Institute of the Americas, en la Universidad Metodista del Sur de Dallas. Así, en 1957, alcanzó un Master in Comparative Law, con una distinción Cum laude.

### Matrimonio e hijos
Se casó con Patricia Alvarado Moore, con quien tuvo cuatro hijos.

## Carrera política

### Inicios

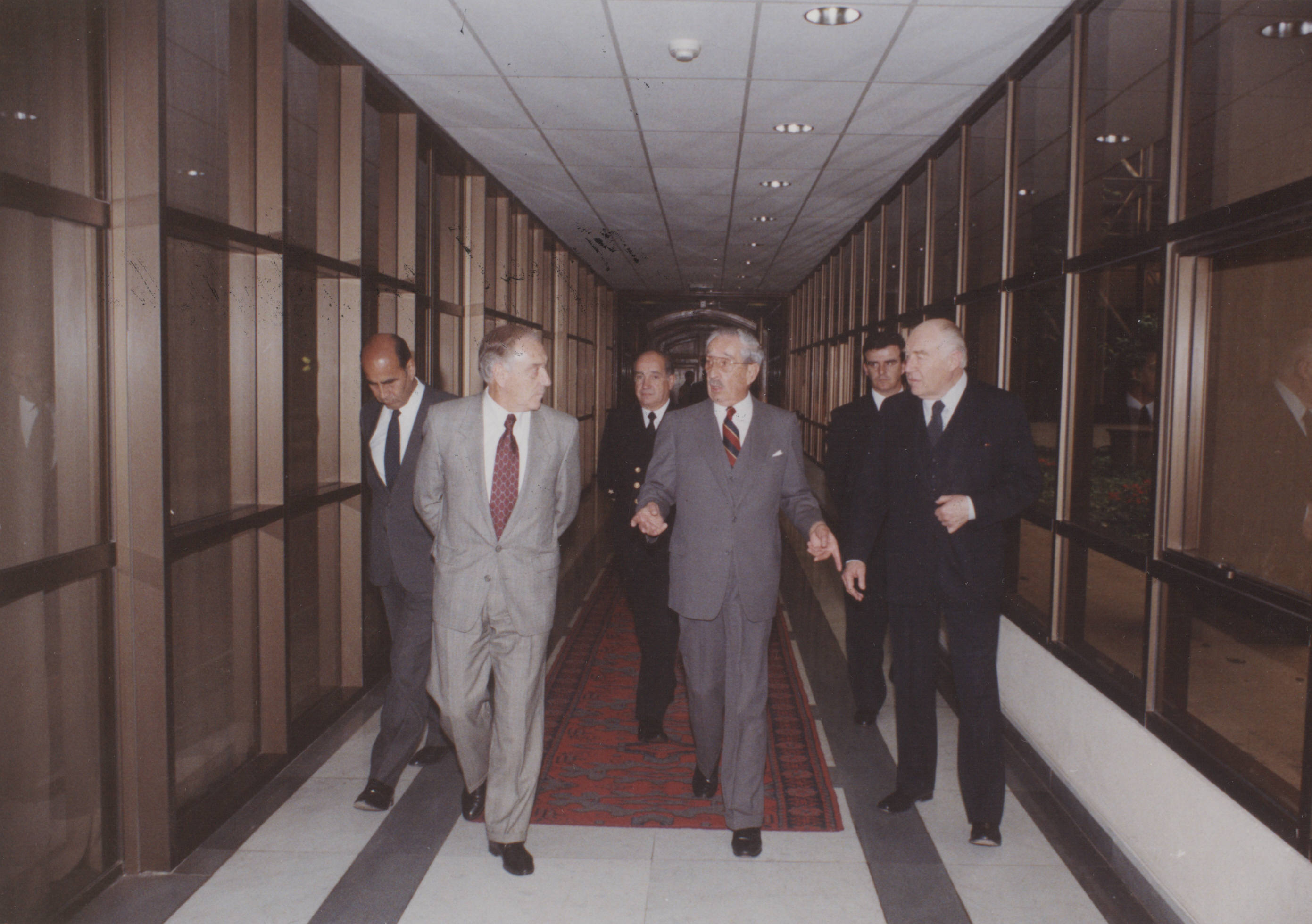
Otero junto al almirante José Toribio Merino y a Sergio Onofre Jarpa.

Sus primeras actividades políticas datan de su época universitaria, cuando participó como vicepresidente del Centro de Alumnos de Derecho, delegado de su facultad ante la Fech y consejero nacional universitario. Fue miembro del Partido Liberal y, desde 1966, del Nacional, su inmediato sucesor.
Tras el golpe de Estado del 11 de septiembre de 1973 se alejó de la política activa, a la que retornó a fines de la década de 1980, cuando ingresó a Renovación Nacional, partido del que llegó a ser vicepresidente entre 1988 y 1992.

### Senador y embajador

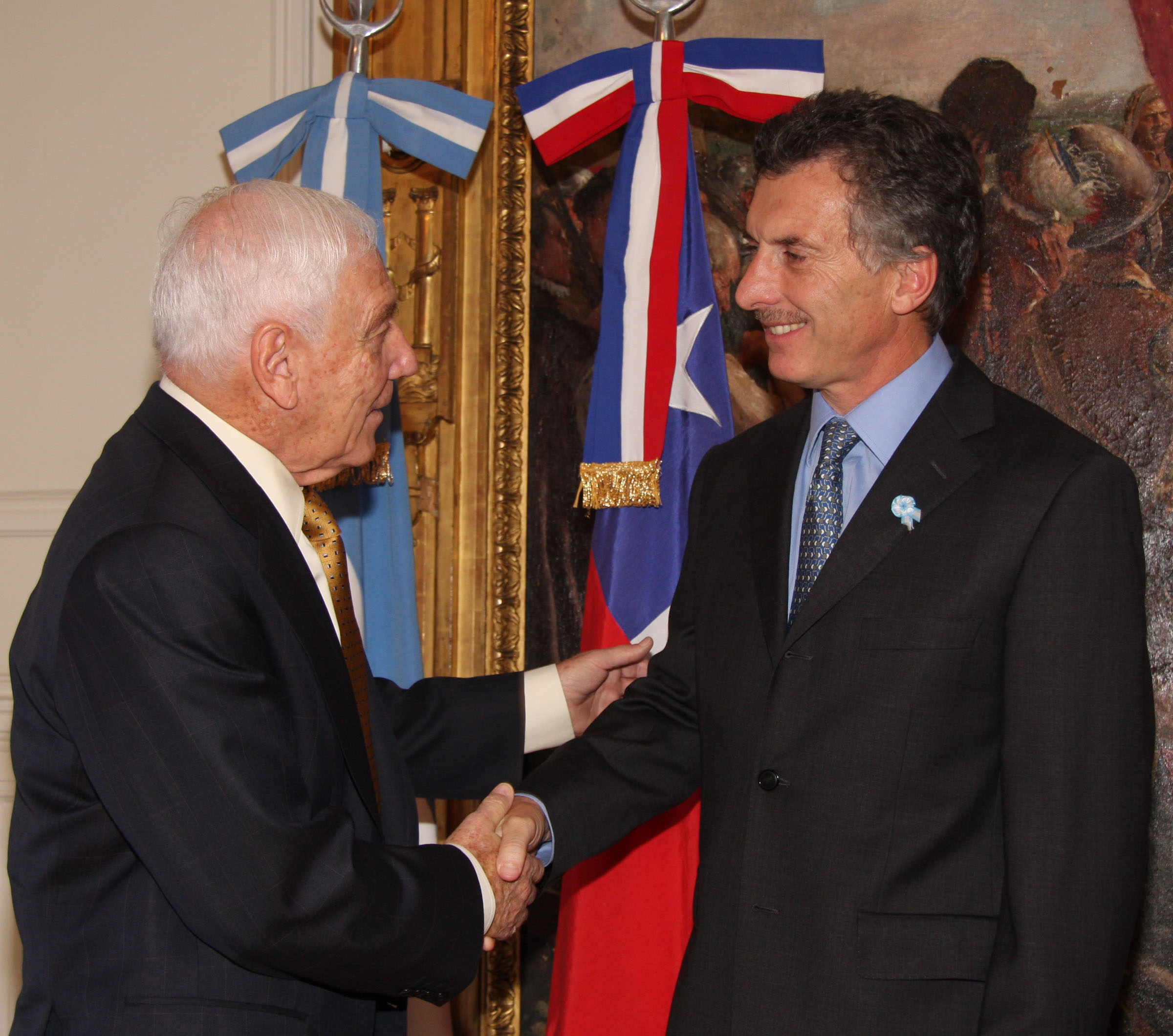
Otero como embajador en Argentina en una reunión con Mauricio Macri.

En 1989 fue sin éxito candidato al Senado por la Circunscripción 7 de Santiago Poniente. Sin embargo, a raíz del asesinato de su compañero de lista, el senador Jaime Guzmán, pasó a ocupar el curul correspondiente, en abril de 1991.
Durante 2010 ocupó por escasos cincuenta días la representación chilena en Buenos Aires, responsabilidad que debió dejar luego de una polémica entrevista concedida al diario porteño Clarín, en la cual justificó el golpe que derrocó al presidente socialista Salvador Allende.
Desde 1961 ha sido profesor de derecho procesal en la Universidad de Chile (es profesor titular desde 2000) y desde 1986 en la Academia de Ciencias Policiales.

## Historia electoral

### Elecciones parlamentarias de 1989
- Elecciones parlamentarias de 1989, para la Circunscripción 7, Santiago Poniente [11]

| Candidato                  | Pacto                          | Partido | Votos   | %     | Resultado |
| -------------------------- | ------------------------------ | ------- | ------- | ----- | --------- |
| Andrés Zaldívar Larraín    | Concertación por la Democracia | PDC     | 408.227 | 31.27 | Senador   |
| Ricardo Lagos Escobar      | Concertación por la Democracia | PPD     | 399.721 | 30,62 |           |
| Jaime Guzmán Errázuriz     | Democracia y Progreso          | UDI     | 224.396 | 17,19 | Senador   |
| Miguel Otero Lathrop       | Democracia y Progreso          | RN      | 199.856 | 15,31 |           |
| Sergio Santander Sepúlveda | Liberal-Socialista Chileno     | ILE     | 59.834  | 4,58  |           |
| Rodrigo Miranda            | Liberal-Socialista Chileno     | ILE     | 13.435  | 1,03  |           |